# 2020年江西乐安杀人案
2020年江西乐安杀人案，是指2020年8月8日起，发生在中华人民共和国江西省抚州市乐安县山砀镇的两起杀人案件。犯罪嫌疑人曾春亮在山砀村造成两死一伤的刑事案件后，在逃窜途中于13日再度杀害一人。事后警方悬赏人民币30万元缉拿嫌疑人，嫌犯最终于2020年8月16日下午落网。2021年1月11日上午，此案宣判，曾春亮被判处死刑，剥夺政治权利终身。同年12月23日，曾春亮被执行死刑。

## 背景
曾春亮（1976年4月2日－2021年12月23日），江西省抚州市乐安县山砀镇厚坊村人。曾家有六个孩子，曾春亮是第四个。
曾春亮小学毕业后，便外出打工。曾春亮21岁时到浙江某鞋厂打了几年工，这期间他又赌又偷，终于在2002年被台州市路桥区人民法院因盗窃罪判处十年有期徒刑。2009年曾春亮出狱，三年后在台州再度因盗窃价值9万多元的银焊被判处八年六个月有期徒刑，并处罚金2万元。2017年，曾春亮被减刑七个月。2019年，曾春亮再次申请减刑，法院鉴于曾春亮仅缴纳了600元罚金且系累犯，不予减刑。2020年5月12日，曾春亮出狱。出狱后的曾春亮回到厚坊村，找到村里想开办采石场，但因缺少证件未能成功。村里建议曾春亮去一家工厂上班，曾嫌弃工资低，没有接受。曾春亮出狱后，在厚坊村己无住房。

## 经过
2020年7月22日早6时左右，康母熊小美上三楼客房拿东西打扫卫生，打开房门后便被早已潜伏在康家的曾春亮按倒在地。正在二楼睡觉的儿子康国帅听到了三楼的动静，便上楼查看，发现曾正用一把螺丝刀抵住康母的脖颈。康冲上前去将曾扑开，腹部和手指被螺丝刀刺中。随后双方僵持了数分钟，曾说自己只是来康家睡一觉，并未偷窃财物。曾威胁受害人不得报警，否则会被杀害，隨後驾驶一辆电动车离开了康家。
报警后，警方将康带到派出所，康通过警方留存的照片确认了犯罪嫌疑人就是曾春亮。后警方考虑到康家并无财物丢失，且现场未发现作案工具，认为“定罪比较牵强”，未予重视。
24日晚，康妻康青琳去客房打扫血迹，在床下再次发现曾春亮遗留的手套、手电筒、螺丝刀、上衣、帽子和鞋。判断曾春亮仍再次来过。物品后来均被提交给了警方，刑警大队表示已经立案。此后警方与康家未有联系。
8月8日早7时左右，曾春亮携带刀和锤子来到康家。此时家中只有康父康启国、康母和7岁的外甥。康母当时正在厨房做饭，被曾用锤子锤伤后连捅数刀杀害。随后曾上二楼，用锤子锤向正在睡觉的康父的太阳穴，导致康父当场死亡。康的外甥也被曾锤中头部，一直处于昏迷状态，直到9月12日才恢复意识。
8月13日早8时30分左右，曾春亮在隔壁村厚坊村杀害了50余岁的医保局驻村干部桂高平。当时曾春亮躲在村委会大院二楼睡觉，桂高平发现空调彻夜远转，到二楼查看时，曾春亮用刀刺中桂高平的颈动脉，致其当场死亡。曾春亮则从二楼跳下逃走。

## 抓捕
8月8日下午，当地警方在辖区内设卡排查过往车辆拦截嫌疑人，并发布5万元悬赏通告。下午6时56分，龚坊镇辅警杜海华在排查过程中被一辆未及时刹车的货车撞死。
8月13日，悬赏金额被提高到30万元。
8月16日下午4时27分，曾春亮在山砀镇航桥村附近骑摩托车时被设卡点警察抓获。

## 司法程序
8月18日，江西省公安厅、抚州市检察院、抚州市纪委介入调查办案民警渎职问题。
9月9日，当地公安厅称在7月22日至8月8日期间，对乐安警方的工作情况进行了调查，确认工作中存在瑕疵，但没有渎职的情况。
10月16日，江西省宜春市人民检察院依法对曾春亮涉嫌故意杀人、抢劫、盗窃罪一案向宜春市中级人民法院提起公诉。
12月21日上午，江西省宜春市中级人民法院一审公开开庭审理曾春亮一案，被害人家属同时提起附带民事诉讼。曾春亮在庭审中对自己的行为表示“后悔”，希望“尽快枪毙”。而被害人家属认为，曾春亮全程语气平静，面带笑容，令人“不寒而栗”。
2021年1月11日上午，江西“曾春亮涉嫌故意杀人、抢劫、盗窃一案”一审宣判，曾春亮被判处死刑。曾春亮当庭表示不上诉。
2021年12月23日，经最高人民法院核准，江西省宜春市中级人民法院依照法定程序对曾春亮执行死刑。

## 争议
8月10日，曾春亮犯罪后在逃期间，网友在抚州公安官方微博号下质疑警方最初接警时应该重视，却收到抚州公安“阴阳怪气”的回复，并与网友持续“对线”，后发布一条微博称自己“委屈”，不愿受到无端的指责，后该微博被秒删。
2021年1月11日，曾春亮杀人案一审宣判后，受害者家属表示：对警方是否存在渎职的问题，会继续追责。
在受害者家属要求对渎职的警方调查时，遭到了抚州公安新闻发言人辛平（微博名“摄影师老卡”）的网络暴力，对此受害者家属将辛平告上法庭。